# Imunoglobulin E
Imunoglobulin E (IgE) je tip antitela (imunoglobulinski izotip), koji je pronađen samo kod sisara. Prvi dokaz o prisustvu supstance koja je odgovorna za reakcije preosetljivosti datira iz 1921. godine, a 1967. godine, istraživanje Išizake i saradnika je utvrdilo da se radi o novoj klasi imunoglobulina, tj. o IgE.
IgE sintetišu plazmociti, locirani u limfnim čvorovima. Kao i ostali imunoglobulini, IgE je izgrađen od 4 polipeptidna lanca (dva teška ɛ lanca i dva laka κ/λ lanca). Karakterističan je po svom ɛ lancu, koji je sačinjen od 4 konstantna (C) domena (Cε1-Cε4). IgE molekul je izraženo glikozilovan. Sadržaj ugljenih hidrata čini 13% ukupne mase molekula.
IgE antitela aktiviraju reakcije posredovane mastocitima i eozinofilima, obezbeđujući odbranu organizma od parazita, a posebno od parazitskih helminata, poput Schistosoma mansoni, Trichinella spiralis, i Fasciola hepatica, gde predstavljaju humoralni imunski odgovor organizma. Ubijanje helminata je posredovano IgE i eozinofilima. IgE se koristi tokom imunske odbrane protiv pojedinih protozoanskih parazita, kao što je Plasmodium falciparum.
Takođe, IgE učestvuje u alergijskim reakcijama. Odgovoran je, uz mastocite, za reakciju rane preosetljivosti. Mastociti senzibilisani IgE, pri izlaganju alergenu, luče karakteristične medijatore, koji imaju različita dejstva. Najčešći tipovi alergija su: polenska groznica, alergije na hranu, bronhijalna astma, dok anafilaksija predstavlja najteži oblik rane preosetljivosti.
U fiziološkim uslovima, IgE je najmanje zastupljen imunoglobulinski izotip. Koncentracija u krvnoj plazmi normalno iznosi manje od 1 µg/ml. Poluživot IgE u serumu je oko 2 dana.
Osim kod parazitskih infekcija i alergijskih reakcija, povišene vrednosti IgE se javljaju i kod nekih drugih oboljenja, kao što su IgE mijelom, hiper IgE sindrom.  

## Sinteza
Sinteza IgE se odvija po principu promene klase teških lanaca. Potomački B-limfociti prvobitno sintetišu IgM i IgD, ali pomoćne T-ćelije mogu stimulisati sintezu antitela različitih klasa teških lanaca. Vezivanje antigena za antitelo na membrani izaziva internalizaciju i proteolitičko razlaganje antigena do peptida, koji se vezuju za MHC molekule klase 2 i prikazuju na površini ćelije, kako bi bili prezentovani pomoćnim T-ćelijama. Pomoćne T-ćelije, direktno i preko citokina, pružaju signale B-limfocitima, koji određuju promenu klase antitela.
U slučaju Ige, CD154 (CD40L), prolazno eksprimiran na aktiviranim T-ćelijama, aktivira NF-κB signalni put preko konstitutivno eksprimiranog CD40 na B-ćeliji. Kada je CD40 stimulus praćen IL-4 signalom, postupak promene klase je aktivan i usmeren ka sintezi IgE. 

## Receptori
Receptori za IgE se nazivaju Fc receptori, a podeljeni su na 2 tipa:
- FcεRI (Fcε receptor tipa 1) - receptor visokog afiniteta za IgE
- CD23 (Fcε receptor tipa 2) - receptor niskog afiniteta za IgE

FcεRI receptor se u velikom broju nalazi na membranama mastocita i bazofila u obliku tetramera αβγ2 (oblik odgovoran za reakciju rane preosetljivosti, uloga u degranulaciji mastocita). Na ćelijama, kao što su eozinofili, bazofili, trombociti i dendritske ćelije, nalazi se u trimernom αγ2 obliku. Monomerni IgE se za ovaj tip receptora vezuje sa visokim afinitetom (Kd ~ 1nm), tako da to, i prilikom fizioloških koncentracija IgE, za posledicu ima potpunu saturaciju receptora.
CD23 receptor je integralni membranski protein tipa 2 i sadrži lektinski domen C tipa na c-terminalnom kraju vanćelijske komponente receptora. Njegovu ekspresiju stimuliše interleukin 4 (IL-4). Postoje dve izoforme ovog tipa receptora. Izoforma CD23a se nalazi isključivo na B-limfocitima, dok se izoforma CD23b nalazi kod mnogih ćelija, kao što su T-limfociti, neutrofili, monociti, dendritske ćelije... IgE se za CD23 receptor vezuje sa niskim afinitetom (Kd 0.1–1µM), što ukazuje da je moguće da IgE nije primarni ligand za ovaj receptor. Vezivane IgE za CD23 receptor deluje kao negativna povratna sprega na B-limfocite, smanjujući sintezu IgE.

## Značaj i funkcionisanje kod bolesti
Imunoglobulin E aktivira reakcije posredovane mastocitima i eozinofilima koje imaju ulogu u odbrani organizma od parazitskih helminata. Takođe, IgE učestvuje i u alergijskim reakcijama (reakcijama rane preosetljivosti).
Sa evolutivnog aspekta, i dalje je nejasno zašto je sačuvan imunski odgovor posredovan IgE antitelima i mastocitima, čiji su glavni efekti patološki. Smatra se da su reakcije rane preosetljivosti najverovatnije nastale kako bi pružale zaštitu od patogena i toksina.

### Odbrana organizma od parazitskih helminata
Većina helminata je velika i obložena debelim omotačem, što onemogućava fagocitozu i povećava njihovu otpornost na mikrobicidne supstance koje luče neutrofili i makrofagi. Humoralni imuni odgovor se zasniva na IgE antitelima. IgE se vezuje za helminte i pospešuje vezivanje eozinofila zahvaljujući Fc receptoru visokog afiniteta (FcεRI), eksprimiranog na eozinofilima i mastocitima.
Angažovanje FcεRI, uz interleukin-5 (IL-5), koji je produkt aktivnosti Th2 pomoćnih ćelija, aktivira degranulaciju eozinofila, a samim tim i oslobađanje toksičnih medijatora koji mogu da ubiju helminte.
IgE se vezuje za mastocite, aktivirajući oslobađanje hemokina, koji imaju ulogu da privuku veliki broj leukocita, kako bi se olakšalo uništavanje helminata.

### Reakcija rane preosetljivosti
Rana preosetljivost je posredovana IgE antitelima i mastocitima, a predstavlja reakciju organizma na prisustvo određenih antigena. Karakteriše se brzim izlaskom tečnosti iz krvnih sudova, sekrecijom mukusa, a često je praćena i zapaljenjem.
Poremećaji u kojima je rana preosetljivost posredovana IgE antitelima izražena, nazivaju se alergije ili atopije.
Nastanak reakcije rane preosetljivosti započinje aktivacijom Th2 pomoćnih ćelija i folikularnih pomoćnih T-ćelija (Tfh), koje luče interleukin 4. Ovi procesi stimulišu nastanak IgE antitela u odgovoru na antigen, kao i vezivanje nastalog IgE za Fc receptore mastocita. Pri naknadnom izlaganju istom antigenu dolazi do unakrsnog povezivanja IgE tim antigenom i oslobađanja medijatora iz mastocita. Neki medijatori izazivaju brzo povećanje propustljivosti krvnih sudova i kontrakciju glatkih mišića. Takva reakcija se može javiti u roku od nekoliko minuta nakon što senzibilisana osoba ponovo unese antigen.

#### Procesi u reakciji rane preosetljivosti
Antigenom aktivirane Th2 ili Tfh ćelije luče citokine IL-4 i IL-13. Navedeni citokini stimulišu B-limfocite da se diferenciraju u plazmocite, koji su odgovorni za produkciju IgE. Usled toga se kod alergičnih osoba stvaraju velike količine IgE prilikom odgovora na antigene, koji kod ostalih ljudi ne bi izazvali IgE odgovor.
Nastala IgE antitela se na mastocitima vezuju za FcεRI receptore. Kod alergičnih osoba, mastociti su obloženi specifičnim IgE antitelima za neki antigen. Oblaganje mastocita IgE antitelima se naziva senzibilizacija, jer oblaganje IgE antitelima specifičnim za antigen čini mastocite osetljivim na aktivaciju pri narednom kontaktu sa istim tim antigenom. Kod ostalih osoba, mastociti su obično obloženi IgE antitelima različitih specifičnosti, pa je u tom slučaju broj specifičnih IgE antitela nedovoljan da izazove reakciju rane preosetljivosti pri izlaganju nekom antigenu.
Do aktivacije mastocita dolazi usled vezivanja antigena za dva ili više molekula IgE na ćeliji. Taj događaj dovodi do unakrsnog povezivanja FcεRI molekula koji nose IgE i sprovođenja biohemijskih signala. Takvi signali dovode do degranulacije mastocita, sinteze i oslobađanja lipidnih medijatora, kao i citokina. 

## Literatura
- Abbas, Abul K.; Lichtman, Andrew H.; Pillai, Shiv. Osnovna imunologija (5. изд.). Beograd.
- Thomas J. Kindt; Richard A. Goldsby; Barbara Anne Osborne; Janis Kuby (2006). Kuby Immunology (6 изд.). New York: W H Freeman and company. ISBN 1429202114.
- Abbas, Abul K.; Lichtman, Andrew H.; Pillai, Shiv. Osnovna imunologija (5. изд.). Beograd: DATA STATUS.
- Acharya, M; Borland, G; Edkins, A L.; MacLellan, L M.; Matheson, J; Ozanne, B W.; Cushley, W. (2010). „CD23/FcεRII: molecular multi-tasking”.
- Amarasekera, M. (2011). „Immunoglobulin E in health and disease”.
- Hakimi, John; Seals, Cary; Kondas, Ann; Pettine, Laura; Danho, Waleed; Kochan, Jarema. (1990). „The alpha Subunit of the Human IgE Receptor (FcERI) Is Sufficient for High Affinity IgE Binding”.
- Hamilton, Robert G. (2005). „Science behind the discovery of IgE”
- Kelly, Brian T.; Grayson, Mitchell H. (2016). „IgE, what is it good for?”.
- Platts-Mills, Thomas A.E. (2001). „The Role of Immunoglobulin E in Allergy and Asthma”.
- Mire-Sluis, Anthony R.; Thorpe, Robin, ур. (1998). Cytokines (Handbook of Immunopharmacology). Boston: Academic Press. ISBN 0-12-498340-5.

## Spoljašnje veze
- Struktura antitela
- „Imunoglobulin E”.
- Slide presentation of Degranulation processes